# 경계 기관
《경계 기관》(영어: Authority)은 제프 밴더미어의 2014년 장편 SF소설로, 서던 리치 삼부작의 두 번째 작품이다. 전편 《소멸의 땅》 이후를 배경으로 서던 리치 내부의 싸움을 그린다. 대한민국에는 황금가지에서 정대단 번역으로 다른 두 권과 함께 출간되었다.